# میکلا کواتروچوکه
میکلا کواتروچوکه (ایتالیایی: Michela Quattrociocche؛ زادهٔ ۳ دسامبر ۱۹۸۸) بازیگر اهل ایتالیا است.
از فیلم‌ها یا مجموعه‌های تلویزیونی که وی در آن‌ها نقش داشته‌است، می‌توان به «ببخشید که می‌خواهم با تو ازدواج کنم» اشاره نمود.